# Jens Munk
Jens Munk (1579. június 3. – 1628. június 3. vagy 24.) norvég–dán felfedező, hajós, kereskedő. Legismertebb útja 1619–20-ban történt, amikor IV. Keresztély dán király támogatásával megpróbálta megtalálni az északnyugati átjárót. Ezen útjáról készült eredeti hajónapló fennmaradt, és könyv formájában először 1624-ben jelent meg.

## Gyermekkora
1579. június 3-án született a barbói uradalomban, Arendal mellett, Norvégiában. Apja hiörnei Erik Munk, édesanyja Anna Bartholomaeidatter. Törvényen kívüliként született, szülei sohasem házasodtak össze.
Egy testvére volt, Niels, aki 30 éves korában meghalt. Édesapja II. Frigyes dán király szolgálatában a hétéves háborúban (1567: Trondheim visszafoglalása, 1577: Akershusi csata ) vett részt, melyeknek a jutalma több birtok volt Norvégiában, majd 1581-ben nemesi rangot kapott. 1585-ben édesapját perbe fogták és a Dragsholmi várbörtönbe zárták, ahol 1594-ben felakasztotta magát miután többször kísérelt meg sikeretlen szökést. Vagyonát elkobozták. Jensnek édesanyjával, testvérével együtt menniük kellett a barbói uradalomból. Fredrikstadban telepedtek le, majd 1587-1591 között anyja Jenst Aalborgba küldi az édesapja nővéréhez.

## Első utazása – Dél-Amerika
1591 tavaszán hajós inasi munkát vállalt Jacob Gerbrantzen hajóján, mely Portugália felé hajózott. Portóban Duart Duez kereskedő szolgálatában töltött egy évet, mint mindenes. 1592 nyarán egy Brazíliába induló hajókaravánhoz szegődött, mint írnok. Úti céljuk Bahia (Boya de todos los Santos) volt. 1593 telén érkeztek meg Dél-Amerikába a Schonbynacht fedélzetén. A visszaúton francia hajók támadták meg őket és elsüllyesztették hajójukat. A túlélőket a partra tették. Hosszú gyaloglás után sikerült visszakerülnie Bahia-ba, ahol Miguel Duez szolgálatában szegődött. Megismerkedett a tengeri kereskedelemmel és jól megtanult portugálul. 1598-ban tért vissza egy holland hajó fedélzetén Európába.

## Fiatal évei
Visszatérte után, benyújtotta örökségére a kérvényét, de elutasították és csak 80 tallért kapott kézhez. 1600-ban Henrik Ramel királyi tanácsnok szolgálatába szegődött és a következő néhány évet folyamatos hajózással töltötte. Többször járt Spanyolországban, Angliában, Hollandiában és Danzig városában.

## Kereskedő évei
1606-ban egy hajó társtulajdonosa lett. 1608-ban Izlandra utazott kereskedelmi céllal. 1609-ben vásárolt magának egy saját hajót és Jens Hieddel – aki szintén hajó tulajdonos – közös vállalkozásba fogott. Ennek célja elérni Novaja Zemlja szigetét és prémmel, bálnazsírral kereskedni. 1609. május 21-én indult el Koppenhága kikötőjéből. Júniusra elérték a Fehér tengert. Ekkor társa Arhangelszk felé vette az irányt, de Munk továbbra is keletnek akart hajózni. Június 24-én elérte a Koguljev szigetet, de az erőteljes jégzajlás és a rettentő hideg miatt nem sikerül tovább haladnia. A jég körbe zárta a hajóját és elsüllyedt. A legénységgel egy mentőcsónakban eveztek el egészen Kaninnaesig. Jens Hieddel Arhangelszkben talàlkoztak újra. 1609. szeptember 26-án érkezik vissza Koppenhágába. 1616-ban Mikkel Vibevel társult - gazdag kereskedő, Koppenhága polgármestere - s ez a kapcsolat alapozta meg az Északi-tengeri, Fehér-tengeri bálnavadászatot Dániában és Norvégiában. 1616-18 között több sikeres bálnavadász expedíciót szervezett meg, amely jó hatással volt Munk hírnevére.
Ezen expedíciók során csak a legénység felvétele, a hajók felszerelése és az úti terv előkészítése volt a feladata. Személyesen egyik úton sem vett részt.

## IV. Keresztély szolgálatában
1610 tavaszán a király megbízta Munkot egy felfedező út megszervezésével. 2 hajót kap - Angelibrandt, Lovag nevű hajókat - a parancs értelmében el kell érnie Nova Zemlja szigetét és ott bálnára kell vadásznia. A távlati cél pedig átjáró keresése Kína irányába. Június elején megkerülte az Északi-fokot, de a jég miatt még a Koguljev szigetet sem éri el. Kildin szigetén tőkehalat rakodik be, majd visszafordul Koppenhágába.
1611. március 1-jén kinevezik kapitánynak a Dán haditengerészethez. Részt vett a kalmari háborúban (1611-13) Jörgen Daa ellentengernagy helyetteseként. Elfsborg tengeri blokádjánál és elfoglalásánál jelentős szerepet vállalt. 1612 nyarán megbetegedett, így a háború további részét már ismét otthon töltötte lábadozva. 1614-ben diplomáciai utakon szállásmesteri szerepben vállalt Európa több országában. 1615 tavaszán csatlakozott ismét Jörgen Daa-hoz, mint helyettese, akit a király az Északi-Tengeren kalózkodó spanyol hajók ellen küldenek ki. Az expedíció sikeres volt. Elfognak több kalózt, jelentős zsákmányt és 3 kalózhajót foglaltak le. A következő évben ismét kalózok ellen indult, de itt már csak az egyik hajó másodtisztje. Ez az expedíció teljes kudarccal végződött. 1618. február 20-án kinevezi a király a Kelet-Indiába tartó út vezetőjének, amelyet még ezen év októberében vissza von. Helyette Ove Gidde-t nevezték ki az út vezetőjének.
1619 márciusában a király egy új úttal bízza meg Munkot, melynek fő feladata az északnyugati átjáró megtalálása és feltérképezése. Két hajóval - az Egyszarvúval és az Ingolával - és 61 fős legénységgel kelt útra 1619. május 9-én. Az út sikertelen volt és 1620. szeptember 20-án ért Norvégiába vissza. 1620 szeptembere és decembere között a Bergenhus-i vár foglya, ahonnan csak a király segítségével szabadult. 1621 júliusában ismét egy expedíció előkészítésére kap parancsot, melyet a háborús előkészületek - a 30 éves háborúba belép Dánia - miatt végül is törölnek. 1621 őszétől 1622 tavaszáig toborzó körúton volt, a haditengerészet számára keres matrózokat. 1622 nyarán kísérő feladatot kapott a Zöldi-foki szigetekre hajózó dán hajó mellett. 1623-24-ben a király megbízást adott Munknak a Kola félsziget környékén garázdálkodó kalózok elleni fellépésre. 1625-ben parancsot kapott egy 5 hajóból álló flottával vonjon tengeri blokádot a Weser folyó torkolatánál. 1626 nyarán leváltották erről a posztjáról túl kapások miatt - jogtalan elkobzások, kereskedők elleni támadások miatt. 1627-ben másodparancsnoki megbízást kapott Henri Vind flottájában, amelynek célja Fehmern sziget elfoglalása. Ezen harcok során 1628 márciusában megsebesült és hazatér Koppenhágában. A flottától elbocsájtják 1628 áprilisában. Még ezen a nyáron elhunyt, pontos dátuma nincs megerősítve, mivel nem maradt fenn erről feljegyzés. Csak az biztos, hogy özvegye július elején kérvényezte a tengerészeti nyugdíjának kifizetését.

## 1619-20-i expedíció
Az északnyugati átjáró megtalálásáért kiküldött expedíció 1619. május 9-én indult el Koppenhágából és az Atlanti-óceánt átszelve július 11-én érik el a Hudson-szoros bejáratát. Július 11-én kikötöttek Cape Besten, de jég miatt csak 15-én tudták folytatni az útjukat. Július 22-én bennszülöttekkel találkoztak - az út során ez az egyetlen alkalom - majd augusztus 9-én rossz irányba fordultak és az Ungava-öböl nyugati partján hajóztak tovább. 10 nappal később jöttek rá a hibára és visszafordultak a Hudson-szoros irányába. Szeptember 7-én érték el nagy nehézségek árán a Hudson öböl bejáratát. Szeptember 18-án elérték az öböl dél- délnyugati partját. Az erős jégvonulás és az erős vihar elől a Churchill-fokot megkerülve a Churchill folyó torkolatában kerestek menedéket. Ez a manőver bravúros volt, hisz a mai napig is csak révész segítségével és jó időben kerülik meg a hajók ezt a fokot. Októberben úgy döntöttek át telelnek a folyó torkolatában. A következő 2 hónapban felkészültek a télre. 1619-20 tele rettentő hideg volt, több napos viharokkal megtűzdelve. Így többször voltak kénytelenek lemondani a vadászatról, tűzifa gyűjtésről. A legénység több tagján a skorbut jelei kezdtek mutatkozni. Egyre többen haltak meg a skorbuttól, a hidegtől és az éhezéstől. Március végére a Hudson öbölben már olvadozott a jég zár, de a folyón még kitartott. A legénységből május elejére már csak 10 ember volt életben. Június 4-én pedig Munkon kívül két ember maradt életben - akik a parton maradtak a május 21-i utolsó parton tett élelemszerző útról, s nem volt erejük visszatérni a hajóra. Ezen a napon írta meg végrendeletét, mely a mai napig olvasható - a hajónaplóval egyetemben - a Dán királyi levéltárban. Június 9-én találkozik a 3 ember ismét a hajónál. A tavasz beköszöntött és ők elkezdték az Ingolát felkészíteni a haza felé útra. Június 18-án sikerült a jég fogságából kiszabadulniuk és augusztus 5-re elérték a Hudson-öböl déli részét. Augusztus 10-én elérték a Goats szigetet és 16-ra kijutottak a Hudson-szorosba. Az Atlanti-óceánra a Farvel-foktól délre érkeztek meg 24-én. A következő 2 hétben több tomboló erejű vihart voltak kénytelen kiállni, de szerencséjük volt és szeptember 20-án meglátták Norvégia partjait. Kikötni a sérült hajóval csak a Dals-fjordban sikerült. Munk szárazföldön Bergenbe ment, hogy elintézze a hajó bevontatàssàt Bergen kikötőjébe. Maga az átkelés egy hatalmas tengerészeti bravúr, hiszen 3 legyengült ember, egy olyan hajóval tette meg az utat, aminek s személyzete 16 főből àllt, ràadàsul a hajó nem a legjobb àllapotban tette meg az utat.

## Öröksége
Az 1619-20-as útjáról a hajónaplót a Dán királyi levéltár őrzi - Additamenta nr.184 - jelzéssel. Életrajzáról 1723-ban jelent meg könyv, melynek szerzője ismeretlen - címe: Jens Munk kapitány életének és életének leírása, nagyobbrészt saját kezű naplóiból és más forrásból egybeszedve. Egy szigetet nevezett el róla Knud Rasmussen - Jens Munk sziget, és egy kis utca őrzi még nevét Koppenhágában. A mai Churchill folyó neve egészen a 18. századig Munk folyóként volt ismert.
A Hudson társaság alapította város nevéről keresztelték át a folyót Churchill folyóra. 1964-ben Dán tudósok egy csoportja régészeti kutatást folytatott azon a helyen ahol Munk megpróbált át telelni 1619-20 telén. Több ballaszt rudat, rengeteg használati tárgyat találtak melyet katalogizáltak és visszahoztak Dániába.
Ekkor állítottak fel egy emléktáblát a tiszteletére.